# Dampiera glabrescens
Dampiera glabrescens är en tvåhjärtbladig växtart som beskrevs av George Bentham. Dampiera glabrescens ingår i släktet Dampiera, och familjen Goodeniaceae. Inga underarter finns listade i Catalogue of Life.